# Lounsburyna capensis
Lounsburyna capensis är en insektsart som beskrevs av Boris Petrovich Uvarov 1922. Lounsburyna capensis ingår i släktet Lounsburyna och familjen gräshoppor. Inga underarter finns listade i Catalogue of Life.